# Emil Bildstein
Emil Bildstein (* 17. Mai 1931 in München; † 23. Januar 2021 in Mülheim an der Ruhr) war ein deutscher Wasserballspieler.
Emil Bildstein war zunächst Torwart beim SV Ludwigsburg 08, später spielte er beim SV 1899 München. Bildstein hütete das Tor der Nationalmannschaft bei den Olympischen Spielen 1952 in Helsinki, wo er mit der deutschen Mannschaft in der Vorrunde ausschied. Bei der Europameisterschaft 1954 erreichte er mit der deutschen Mannschaft den sechsten Platz. Ebenfalls den sechsten Platz belegte die deutsche Mannschaft bei den Olympischen Spielen 1956. Bei der Europameisterschaft 1958 folgte der siebte Platz. Bei den Olympischen Spielen 1960 in Rom belegte er mit der Mannschaft aus der Bundesrepublik Deutschland den sechsten Platz, wobei Bildstein in Rom nur noch in einem Spiel eingesetzt wurde, Stammtorwart war mittlerweile Hans Hoffmeister.
1963 war Bildstein im Vorfeld der Olympischen Spiele in Tokio in Japan als Helfer beim Aufbau einer japanischen Wasserball-Nationalmannschaft tätig.